# Marsdenia truncata
Marsdenia truncata är en oleanderväxtart som beskrevs av Jumelle och Perrier. Marsdenia truncata ingår i släktet Marsdenia och familjen oleanderväxter. Inga underarter finns listade i Catalogue of Life.